# Columbus Challenger 2022
Il Columbus Challenger 2022 è stato un torneo di tennis professionistico giocato su campi in cemento indoor. È stata l'11ª edizione del torneo e faceva parte della categoria Challenger 80 nell'ambito dell'ATP Challenger Tour 2022, con un montepremi di 53 120 €. Si è svolto all'Ohio State Varsity Tennis Center di Columbus, negli Stati Uniti d'America, dal 24 al 30 gennaio 2022.

## Partecipanti ATP

### Teste di serie
| Nazionalità | Giocatore          | Ranking* | Testa di serie |
| ----------- | ------------------ | -------- | -------------- |
| Stati Uniti | Jenson Brooksby    | 58       | 1              |
| Stati Uniti | Tennys Sandgren    | 94       | 2              |
| Giappone    | Yoshihito Nishioka | 119      | 3              |
| Austria     | Jurij Rodionov     | 137      | 4              |
| Stati Uniti | Ernesto Escobedo   | 141      | 5              |
| Ecuador     | Emilio Gómez       | 153      | 6              |
| Stati Uniti | Jack Sock          | 157      | 7              |
| Stati Uniti | Bjorn Fratangelo   | 158      | 8              |

* Ranking al 17 gennaio 2022.

### Altri partecipanti
I seguenti giocatori hanno ricevuto una wild card per il tabellone principale:
- Jack Anthrop
- Alexander Bernard
- Jenson Brooksby

Il seguente giocatore è entrato in tabellone con il protected ranking:
- Wu Tung-lin

I seguenti giocatori sono passati dalle qualificazioni:
- Sebastian Fanselow
- Nick Hardt
- Ryan Harrison
- Nicolás Mejía
- Roberto Quiroz
- Yosuke Watanuki

## Campioni

### Singolare
Yoshihito Nishioka ha sconfitto in finale  Dominic Stricker con il punteggio di 6–2, 6–4.

### Doppio
Tennys Sandgren /  Mikael Torpegaard hanno sconfitto in finale  Luca Margaroli /  Yasutaka Uchiyama con il punteggio di 5–7, 6–4, [10–5].